# Rabakov
Rabakov je obec v okrese Mladá Boleslav ve Středočeském kraji. Leží čtrnáct kilometrů východně od Mladé Boleslavi. Žije zde 58 obyvatel.

## Historie
První písemná zmínka o obci pochází z roku 1445.

## Obyvatelstvo
| Rok            | 1869 | 1880 | 1890 | 1900 | 1910 | 1921 | 1930 | 1950 | 1961 | 1970 | 1980 | 1991 | 2001 | 2011 | 2021 |
| -------------- | ---- | ---- | ---- | ---- | ---- | ---- | ---- | ---- | ---- | ---- | ---- | ---- | ---- | ---- | ---- |
| Počet obyvatel | 95   | 99   | 100  | 90   | 111  | 111  | 96   | 99   | 85   | 68   | 51   | 31   | 29   | 56   | 55   |
| Počet domů     | 19   | 19   | 19   | 21   | 22   | 21   | 21   | 27   | 24   | 20   | 21   | 26   | 25   | 32   | 36   |

## Obecní správa

### Územněsprávní začlenění
Dějiny územněsprávního začleňování zahrnují období od roku 1850 do současnosti. V chronologickém přehledu je uvedena územně administrativní příslušnost obce v roce, kdy ke změně došlo:
- 1850 země česká, kraj Jičín, politický okres Jičín, soudní okres Sobotka, obec Domousnice[6]
- 1855 země česká, kraj Mladá Boleslav, soudní okres Sobotka, obec Domousnice[6]
- 1868 země česká, politický okres Jičín, soudní okres Sobotka, obec Domousnice[6]
- 1921 země česká, politický okres Jičín, soudní okres Sobotka[7]
- 1939 země česká, Oberlandrat Jičín, politický okres Jičín, soudní okres Sobotka[8]
- 1942 země česká, Oberlandrat Hradec Králové, politický okres Jičín, soudní okres Sobotka[9]
- 1945 země česká, správní okres Jičín, soudní okres Sobotka[10]
- 1949 Liberecký kraj, okres Mnichovo Hradiště[11]
- 1960 Středočeský kraj, okres Mladá Boleslav[12]
- k 1. lednu 1974 Středočeský kraj, okres Mladá Boleslav, obec Domousnice[7]
- k 24. listopadu 1990 Středočeský kraj, okres Mladá Boleslav[7]

## Společnost
Ve vsi Rabakov se 100 obyvateli v roce 1932 byly evidovány tyto živnosti a obchody: družstvo pro rozvod elektrické energie, mlýn, 3 rolníci.

## Muzea
- Veterán JAWA muzeum

## Doprava
Silniční doprava

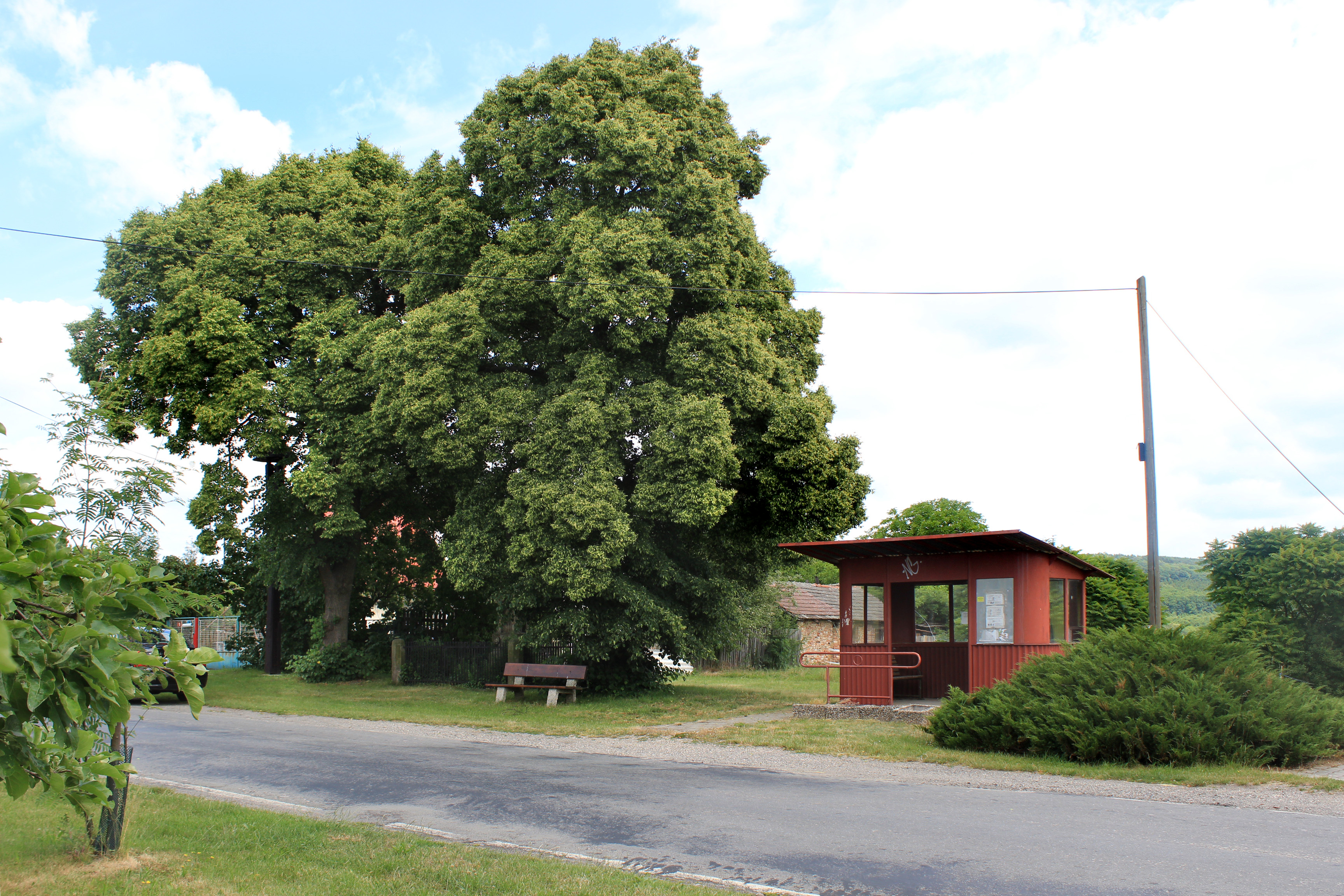
Autobusová zastávka pod lípou

- Obcí prochází silnice II/279 Svijany – Dolní Bousov – Rabakov – Mcely.

Železniční doprava
- Obcí prochází železniční Trať 063 Bakov nad Jizerou – Dolní Bousov – (Kopidlno). Je to jednokolejná regionální trať, doprava byla zahájena roku 1883. Na úseku z Dolního Bousova do Kopidlna je od roku 2007 zastavena osobní doprava.

Autobusová doprava
- V obci zastavovaly v pracovních dnech května 2011 příměstské autobusové linky Dolní Bousov – Rabakov – Dolní Bousov (3 spoje tam, 2 spoje zpět) a Mladá Boleslav – Prodašice – Rožďalovice (1 spoj tam i zpět) (dopravce TRANSCENTRUM bus, s.r.o.).[14]

## Galerie

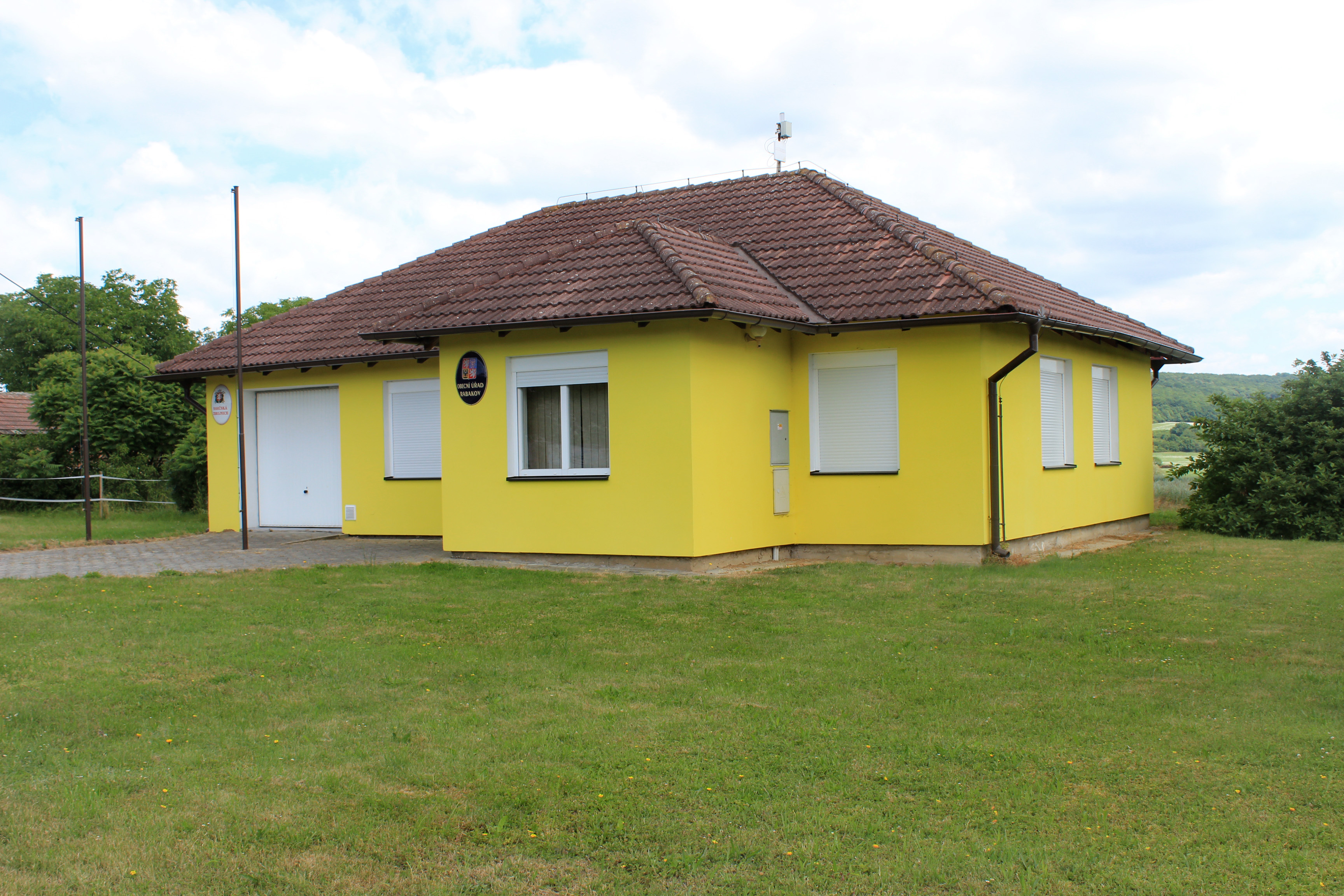
Obecní úřad
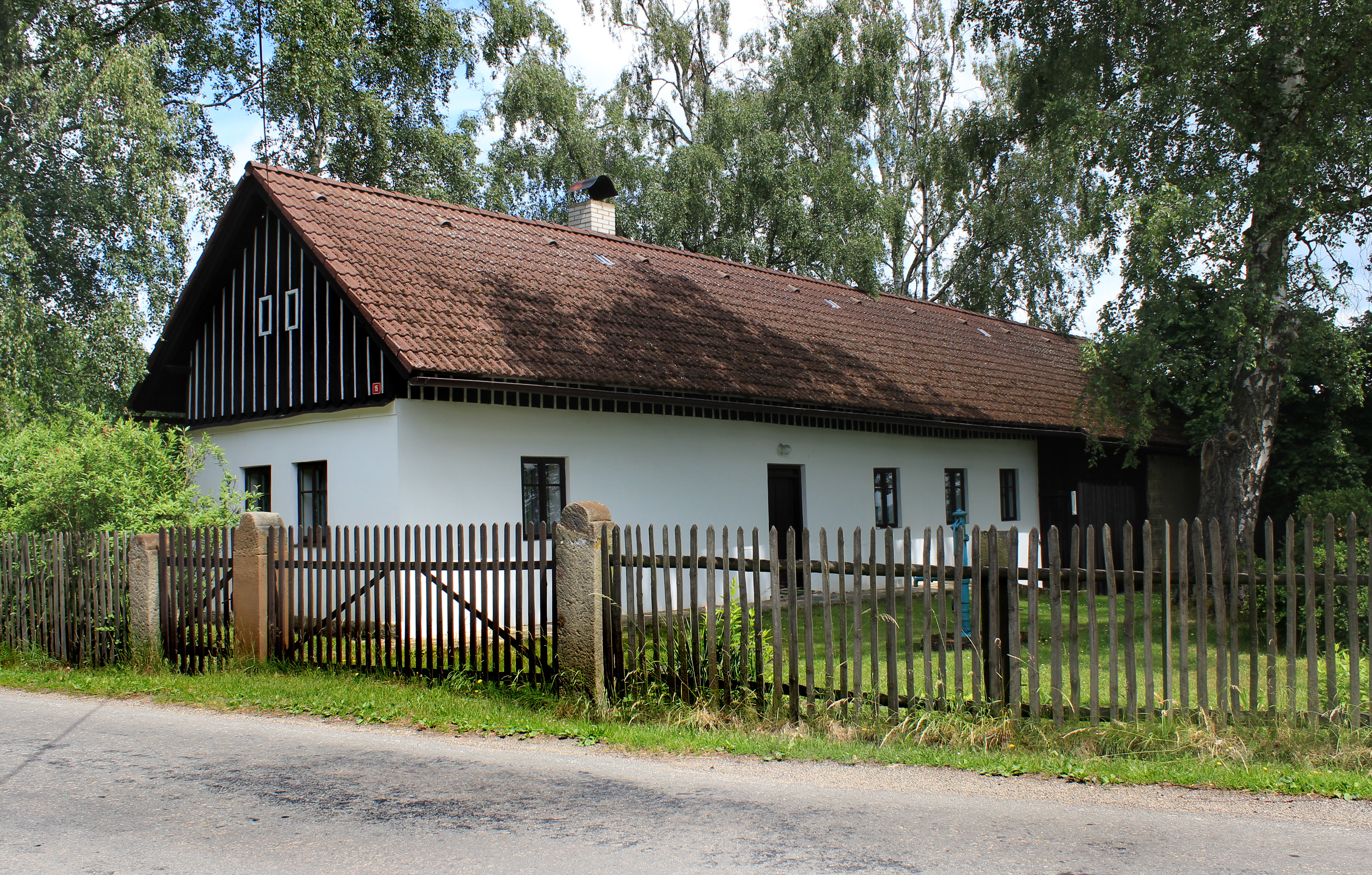
Dům čp. 15 na severu vesnice
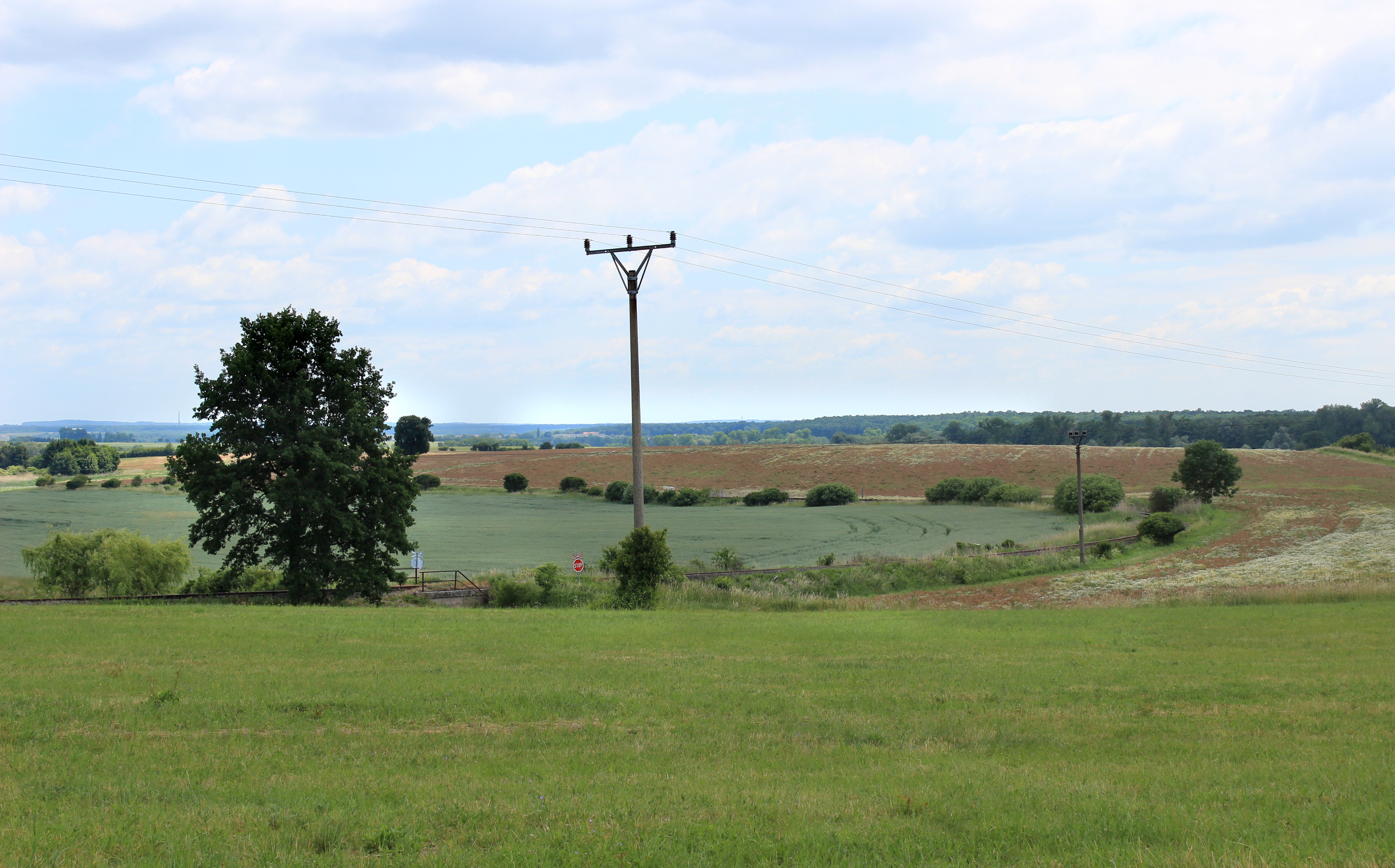
Krajina u Rabakova s neprovozovanou železniční tratí 063